# علم سانت أوستايوس
علم سانت أوستايوس هو علم جزيرة سانت أوستايوس والواقعة في البحر الكاريبي والتابعة للملكة الهولندية. اعتمد العلم بشكل رسمي في 6 نوفمبر من سنة 2004. وهو مقسم إلى أربع مضلعات خماسية الأضلاع غير منتظمة زرقاء اللون محاط كل منها بإطار ذو لون أحمر. يتشكل في المنتصف شكل معين مملوء بلون ماسي مع شكل يمثل الجزيرة الخضراء ونجمة ذهبية فوقه.